# Taboo and Exile
Taboo and Exile est un album de John Zorn paru sur le label Tzadik en 1999. C'est le deuxième volume de la série Music Romance, et comme pour le premier, Music for Children, on y trouve un assortiment de musiques variées, qui vont du hardcore à l'exotica en passant par le jazz et le surf, jouées par des ensembles de musiciens différents, dont le Masada String Trio.

## Titres
| 1.    | In The Temple Of Hadjarim | 5:15  |
| 2.    | Sacrifist                 | 4:52  |
| 3.    | Mayim                     | 3:28  |
| 4.    | Koryojang                 | 6:23  |
| 5.    | Bulls-Eye                 | 1:12  |
| 6.    | Zeraim                    | 6:19  |
| 7.    | Thaalapalassi             | 10:28 |
| 8.    | Makkot                    | 3:01  |
| 9.    | A Tiki For Blue           | 7:01  |
| 10.   | The Possessed             | 6:22  |
| 11.   | Oracle                    | 4:31  |
| 12.   | Koryojang (End Credits)   | 2:26  |
| 61:18 |                           |       |

## Personnel
- Cyro Baptista - percussions (1, 4, 6, 11, 12)
- Joey Baron - batterie (4, 12)
- Sim Cain - batterie (5)
- Greg Cohen - contrebasse (1, 3, 6, 8, 9)
- Mark Feldman - violon (1, 3, 6, 8)
- Erik Friedlander - violoncelle (1, 3, 6, 8, 11)
- Fred Frith - guitare (2, 7, 10)
- Miho Hatori - voix (11)
- Bill Laswell - basse (2, 7, 10)
- Dave Lombardo - batterie (2, 7, 10)
- Mike Patton - voix (5)
- Robert Quine - guitare (5)
- Marc Ribot - guitare (2, 5, 7, 9)
- Roberto Rodriguez - percussions (9)
- Jamie Saft - claviers (1, 6, 9, 11)
- Chris Wood - basse (5)
- John Zorn - saxophone alto (10)